# NGC 2598
NGC 2598 ist eine Balken-Spiralgalaxie vom Hubble-Typ SBa im Sternbild Krebs auf der Ekliptik. Sie ist schätzungsweise 201 Millionen Lichtjahre von der Milchstraße entfernt und hat einen Durchmesser von etwa 80.000 Lichtjahren.

Im selben Himmelsareal befinden sich die Galaxien NGC 2595 und IC 2382.
Das Objekt wurde am 1. Januar 1864 von Albert Marth entdeckt.